# Han Song-hyok
Han Song-hyok (ur. 11 grudnia 1987) – północnokoreański piłkarz występujący na pozycji pomocnika.

## Kariera
Han Song-hyok na początku swojej kariery związany był z północnokoreańskim klubem Rimyongsu. W 2014 roku zadebiutował w reprezentacji Korei Północnej. Został powołany do kadry na Puchar Azji w Piłce Nożnej 2015, w którym wystąpił w 55 minutach ostatniego z trzech meczów. Od 2015 roku jest zawodnikiem Hwaebul.